# Mapa celeste de Dunhuang

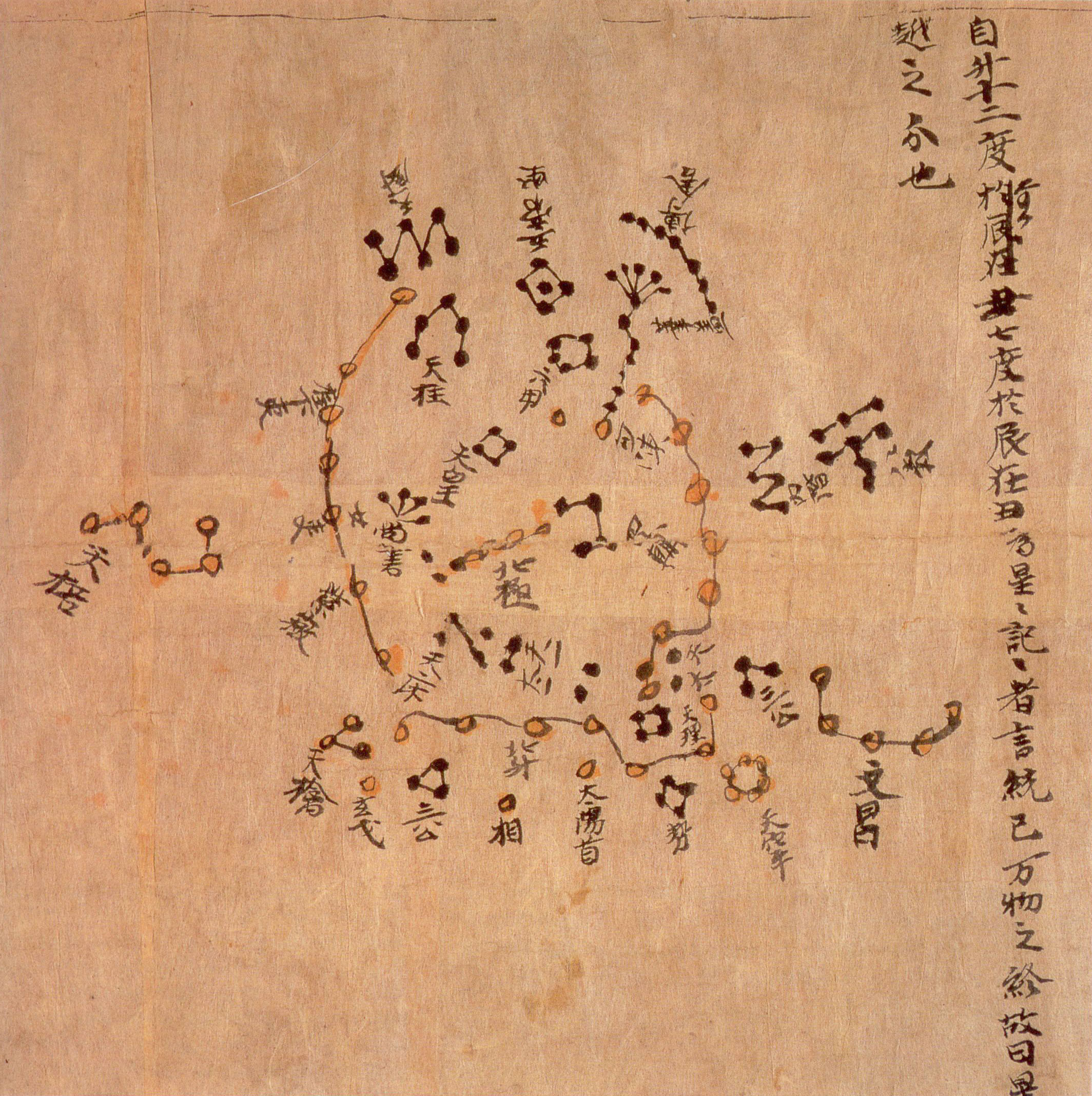
Detalle del mapa que muestra la región Polar (Biblioteca británica O.8210/S.3326). Este mapa fue hecho alrededor del año 700, en el reinado de emperador Zhongzong de los Tang (705-710). Las constelaciones de las tres escuelas se indicaban con colores diferentes: blanco, negro y amarillo para las estrellas de Wu Xian, Gan De y Shi Shen respectivamente. El conjunto entero sumaba 1.300 estrellas

El mapa celeste de Dunhuang o carta de Dunhuang es una  de las primeras representaciones gráficas de la astronomía china antigua, datado en el periodo de la dinastía Tang (618–907).  Antes de este mapa, muchas de las estrellas mencionadas en los textos chinos históricos habían sido cuestionadas.  El mapa proporciona una verificación gráfica de las estrellas observadas y es parte de una serie de imágenes de los manuscritos de Dunhuang. La astronomía detrás del mapa está explicada en un recurso educativo en el sitio web del Proyecto Internacional Dunhuang, que centra mucha de la investigación hecha sobre el mapa.  El mapa de Dunhuang es la carta celeste más antigua preservada.

## Historia
A comienzos de la década de 1900, el monje taoísta Wang Yuan-lu descubrió unos manuscritos en una cueva tapiada dentro de las cuevas de Mogao. El rollo con los dibujos de estrellas fue encontrado entre aquellos documentos por Aurel Stein al visitar y examinar el contenido de la cueva en 1907.  Una de las primeras menciones públicas al mapa en la literatura occidental proviene de Joseph Needham  que en 1959 publicó Ciencia y Civilización en China.  Desde entonces ha habido varias publicaciones sobre el mapa, aunque mayoritariamente de origen chino.

## Colores
Los símbolos para las estrellas se dividen en tres grupos diferentes, siguiendo las "tres escuelas de tradición astronómica" de la astronomía china antigua.
| Color    | Astrónomo chino | Comentarios |
| -------- | --------------- | --- |
| Negro    | Gan De (甘德)   | |
| Rojo     | Shi Shen (石申) | |
| Blanco   | Wu Xian (巫咸)  | Ha habido incongruencias en sus trabajos. Es generalmente considerado como el astrónomo que precedió a Gan y Shi. |
| Amarillo | Otros           | |